# Пыржота
Пыржота (рум. Pîrjota) — село в Рышканском районе Молдавии. Относится к сёлам, не образующим коммуну.

## География
Село расположено на высоте 166 метров над уровнем моря.

## Население
По данным переписи населения 2004 года, в селе Пыржота проживает 1727 человек (812 мужчины, 915 женщин).
Этнический состав села:
| Национальность | Число жителей | Процентный состав |
| -------------- | ------------- | ----------------- |
| молдаване      | 1613          | 93.4              |
| украинцы       | 91            | 5.27              |
| русские        | 12            | 0.69              |
| румыны         | 4             | 0.23              |
| болгары        | 2             | 0.12              |
| прочие         | 5             | 0.29              |
| Всего          | 1727          | 100%              |